# Kvarteret Kommerserådet
Kvarteret Kommerserådet (Kvarteret 16 Kommerserådet) är ett kvarter i stadsdelen  Inom Vallgraven i centrala Göteborg. Kvarteret omges av Västra Hamngatan i väster, Drottninggatan i söder, Korsgatan i öster, samt Södra Hamngatan och Stora Hamnkanalen i norr. Kvarteret förstördes i stadsbränderna åren 1721 och 1802. Kvarteret fick sitt namn år 1923 och är namngivet efter kommerserådet Bernt Harder Santesson.
Kvarteret innehåller främst kontors- och affärsbyggnader, men även bostäder. Skandinaviska Enskilda Banken hade sitt centralkontor i större delen av kvarteret fram till flytten till Östra Nordstaden år 1974. Därefter fanns ett bankkontor och senare bankmuseum i Chalmerska huset, vilket år 2006 donerades av banken till Chalmers tekniska högskola. I bankens tidigare huvudbyggnad Västra Hamngatan 6 – Drottninggatan 10–12 finns Antikhallarna. I hörnet Västra Hamngatan 2 – Södra Hamngatan 9 ligger konditori Brogyllen. De äldsta byggnaderna i kvarteret uppfördes åren 1804 och 1806, medan andra uppfördes i slutet av 1800-talet och början av 1900-talet. En större förnyelse av byggnaderna skedde år 1980, då sex byggnader från 1800-talet ersattes med en ny byggnad genom kvarteret.

## Historia

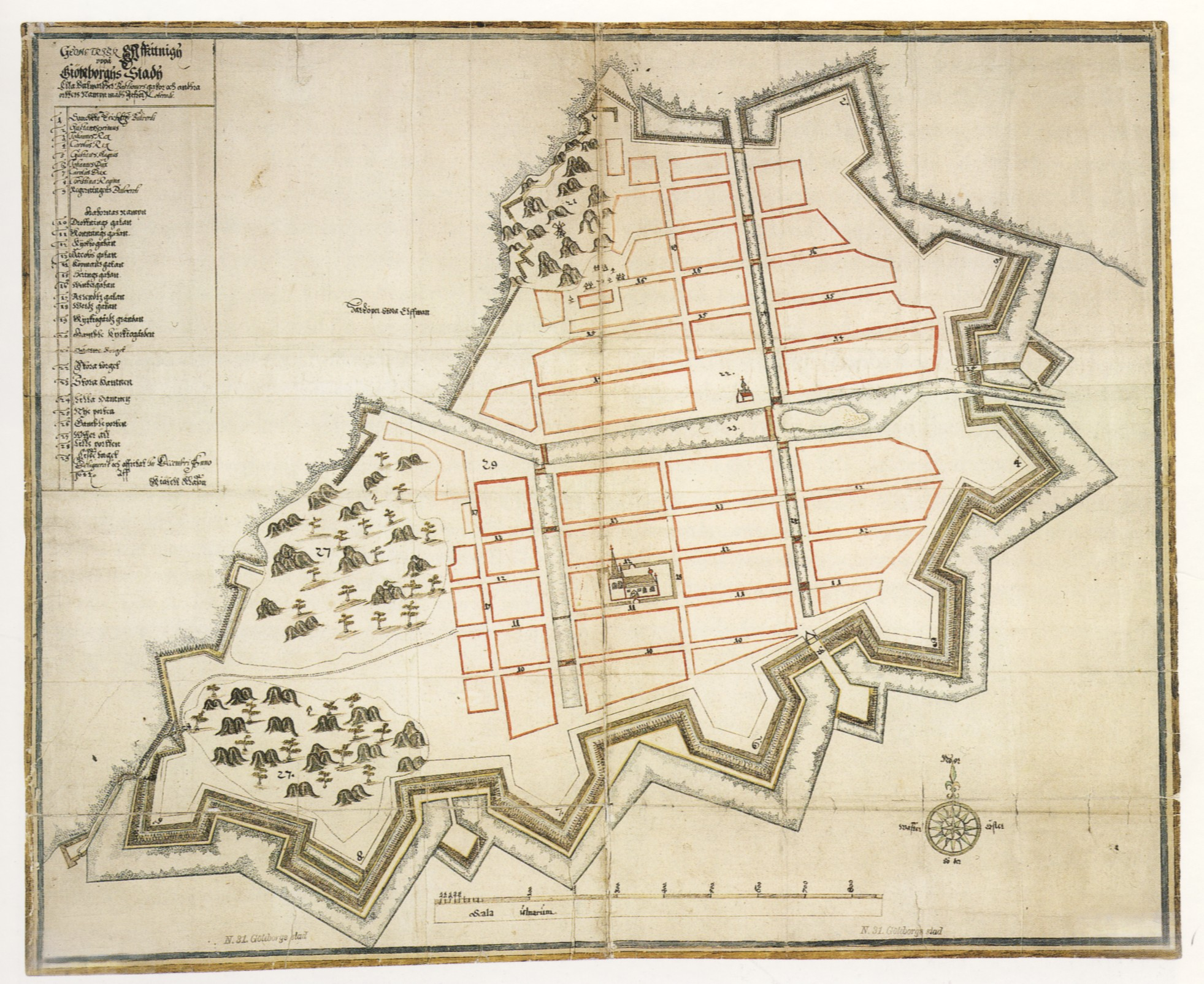
Kiättel Klasons karta över Göteborg 1644 visar stadens ursprungliga utseende. Kvarteret Kommerserådet ligger söder om Stora Hamnkanalen och öster om Västra Hamnkanalen.

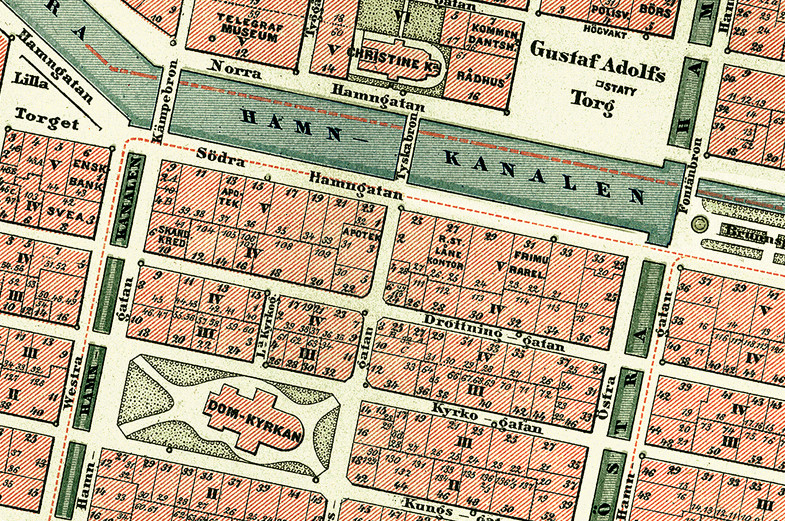
Kvarteret Kommerserådet i Göteborg år 1888. Kvarteret syns i mitten av kartan, söder om Stora Hamnkanalen, och omges av Västra Hamngatan, Södra Hamngatan, Drottninggatan och Korsgatan.

Göteborg delades under åren 1637–1670 in i 28 rotar. År 1670 förändrades roteindelningen och antalet rotar blev tio. I kvarteret Kommerserådet omfattade tomterna mot Drottninggatan fjärde roten och de längs Södra Hamngatan femte roten. Tomterna hade då inga nummer, utan det förekommer först i tomtöres- och taxeringslängder år 1714. I samband med att stadens gamla roteindelning ersattes med kvartersindelning år 1923, fastställdes namnet Kvarteret Kommerserådet i Staden inom Vallgraven.
Under 1600-talet var kvarteret, liksom Kvarteret Frimuraren, ett kvarter för välbeställda köpmän. I kvarteret låg stadens två första apotek.
På kvällen den 14 april 1721 utbröt en brand i ett hus på Holländaregatan (Drottninggatan) och hela kvarteret brann ner. Totalt förstördes 213 byggnader i branden. Det utgick ett påbud från regeringen att de nya husen skulle uppföras i sten eller korsvirke, men trots detta kom de flesta nya husen att uppföras i trä.
Den 20 december 1802 eldhärjades staden åter och hela kvarteret brann ner. Antalet förstörda byggnader var denna gång 179 och alla utom två var av trä. Det genomfördes inte några större ändringar av tomterna efter branden, då stadsarkitekten Carl Wilhelm Carlberg ansåg att det skulle skapa kaos och förvirring och inte heller skedde någon breddning av gatorna. Tomterna kartlades och en tomtkartebok blev färdig år 1810.
De nya byggnaderna fick inte uppföras i trä, vilket ledde till att endast förmögna fastighetsägare kunde bebygga sina avbrända tomter. Ritningarna till de nya husen utfördes av Carl Wilhelm Carlberg och hans elev Justus Fredrik Weinberg, men även av Jonas Hagberg, Michael Bälkow, Gottlieb Lindner och Ludvig Dymling.

## Fastigheter

### Södra Hamngatan 23 – Korsgatan 1

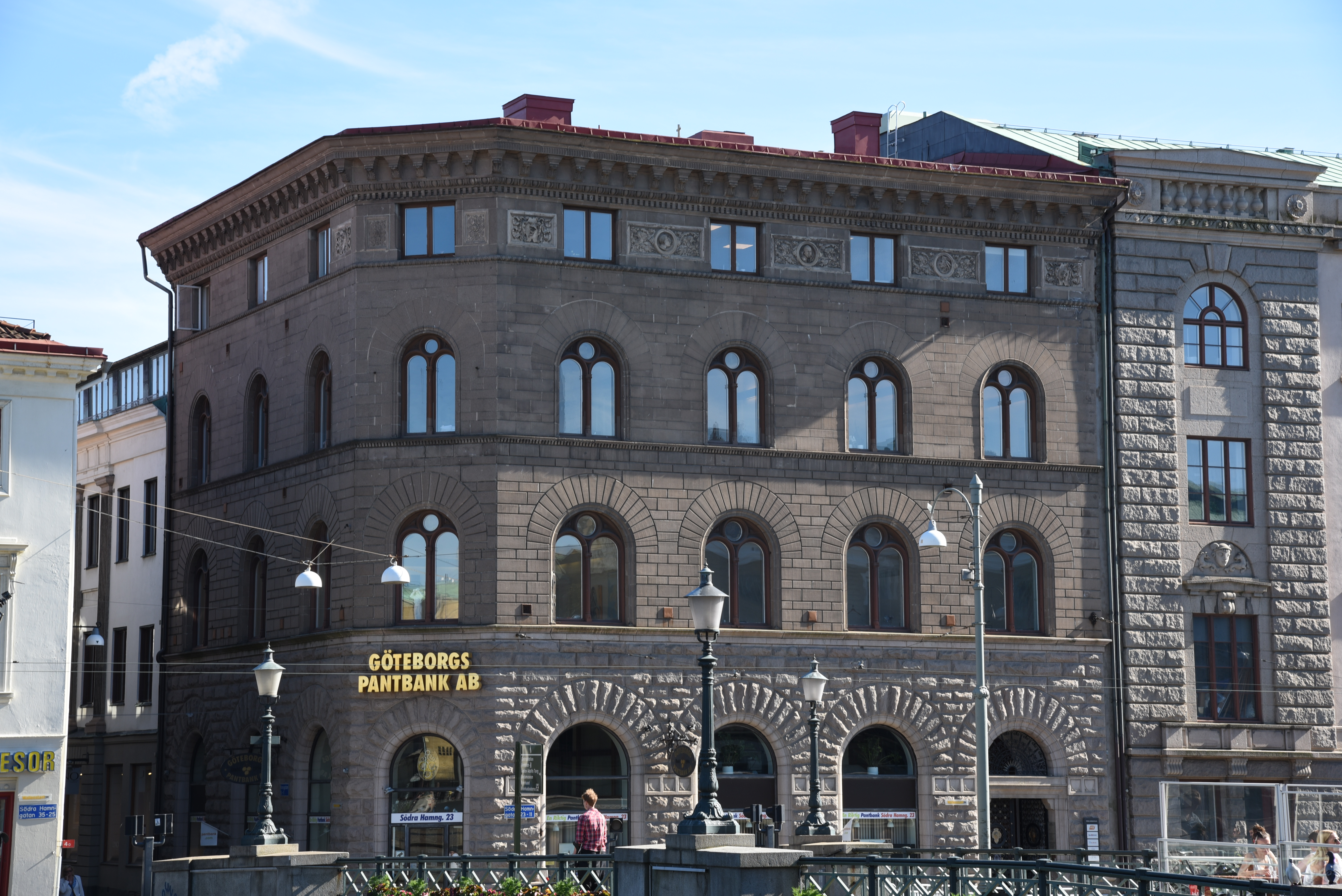
Södra Hamngatan 23 - Korsgatan 1.

Fastigheten i hörnet Södra Hamngatan 23–Korsgatan 1 (Inom Vallgraven 16:6, tidigare fastighetsbeteckning 5 roten nr. 32) uppfördes år 1891 för Göteborgs Köpmansbank efter ritningar av K Johansson.
I början av 1700-talet ägdes tomten av en affärskvinna, två handelsmän och en guldsmed, innan det år 1740 övertogs av en källarmästare, som öppnade värdshuset Kitzens källare, vilket fanns där fram till år 1755. Efter att ha ägts av en stadsfältskär och ett par handelsmän, blev det åter värdshus där under åren 1779–1789. Huset, som var ett korsvirkeshus, brann ner i branden år 1802. 
Huset som uppfördes efter branden ritades av Carl Wilhelm Carlberg och handelsman Jonas Jungqvist flyttade in där år 1809. Jungqvist, som även ägde arrende på Örgryte Stom, gick under den dåvarande kristiden i konkurs och tvingades sälja huset och arrendet år 1816. Även den följande ägaren gick några år senare i konkurs.
År 1843 köptes huset av bokhandlare Nathan Jacob Gumpert. År 1857 byggdes bottenvåningen om av hans änka och försågs med stora skyltfönster och Gumperts bokhandel flyttades dit från huset tvärs över Korsgatan. Här blev bokhandeln kvar till år 1871, då den flyttades till Gumperts hörna i hörnet Östra Hamngatan 23 – Södra Hamngatan 35 i kvarteret Frimuraren.
Apotekare Johan Gustaf Cavalli, som ägde Apoteket Kronan i grannfastigheten Korsgatan 3, köpte år 1867 huset av Gumperts änka och utökade sina lokaler, samtidigt som den gamla lokalen reparerades. Ombyggnaden gjordes efter ritningar av Victor von Gegerfelt. Cavalli sålde fastigheten år 1872 och år 1879 utförde Adrian C. Peterson ritningar för ombyggnad av fasaderna i nyrenässans.
Göteborgs Köpmansbank köpte fastigheten år 1891 och lät riva denna och uppföra en ny byggnad i florentinsk stil efter ritningar av Karl Johansson. Göteborgs Köpmansbank kom senare att gå upp i andra banker och under åren 1932–1935 inreddes kontor och butiker i huset. År 1959 flyttade Skånska banken in i lokalerna och numera finns där en pantbank.

### Chalmerska huset

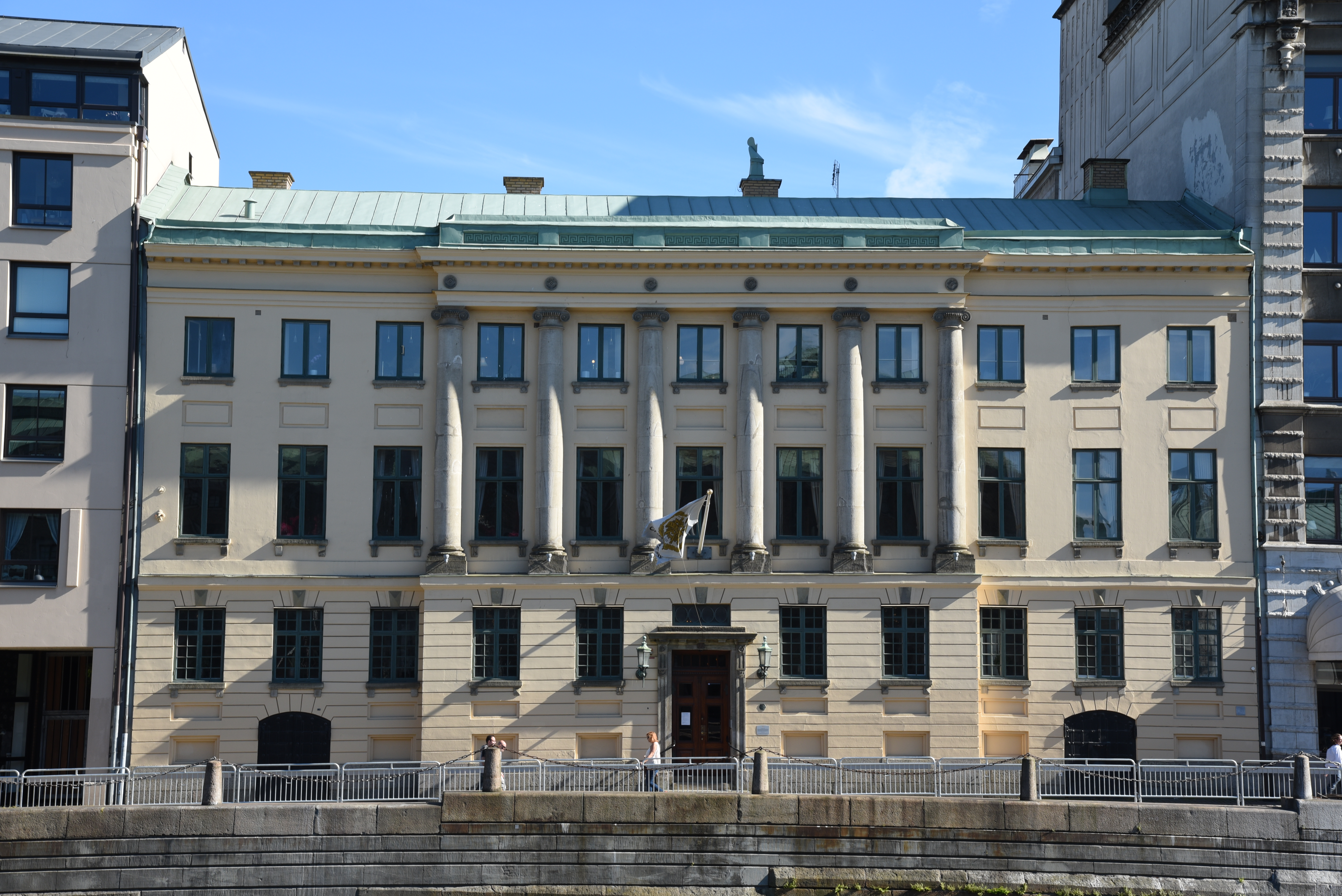
Chalmerska huset vid Södra Hamngatan 11.

Fastigheten Södra Hamngatan 11 (Inom Vallgraven 16:14, tidigare fastighetsbeteckning 5 roten nr. 38 och 39) uppfördes efter stadsbranden år 1802 åt kanslirådet William Chalmers och stod klart år 1807 efter ritningar av Carl Wilhelm Carlberg. Byggnaden är ett av Carlbergs viktigaste verk.
År 1864 hyrde det nystartade Skandinaviska Kreditaktiebolaget en lokal i Chalmerska huset, i vilken de höll till fram till år 1882, då deras nybyggda bankpalats vid Västra Hamngatan 6 – Drottninggatan 10 invigdes. Byggnaden övertogs av Skandinaviska Kreditaktiebolaget år 1929.
Under åren 1672 till 1675 ägdes fastigheten 5 roten nr 38½ och östra delen av 4 roten nr 104 av handelsmannen och rådmannen Niclas Preus, som även arrenderade ett landeriområde vid Gullbergsbro och där drev värdshuset Pryssekrogen. Därefter togs fastigheten över av packhusinspektör Conrad Braunjohan.
År 1645 köpte tolagsskrivare Johan Casparsson Poppelman tomten nr 39 i 5 roten, liksom tomten nr 41. År 1682 såldes tomten nr 39 av hans änka till rådman Heinrich Eilking d.y., som år 1695 sålde den till handelsman Jacob Radhe, gift med Catharina Tham och ägare av Partille herrgård. Efter Radhes död gifte hans änka om sig med Hieronymus Gripenstedt och efter dennes död med justitiekansler Thomas Fehman.
Flera av tomterna kom efter branden år 1721 att köpas av vinhandlaren Johan Christian Selle, så också Södra Hamngatan 11. Han uppförde där ett tvåvånings trähus, vilket stod färdigt år 1732, Tomten åt Drottninggatan bebyggdes möjligen med stallar. Efter Selles död köptes tomten av firman Martin Holtermann & Söner.
År 1794 köpte William Chalmers Holtermanns hus för 8 000 riksdaler. Huset hade under Holtermanns ägo byggts ut och var större än det som Selle uppfört år 1732, men förstördes i branden år 1802. Chalmers köpte efter branden tomten mot Drottninggatan, 4 roten nr 104, av Frimurarna, som skaffade en ny tomt i kvarteret Frimuraren. Stadsarkitekten Carl Wilhelm Carlberg fick i uppdrag att rita en ny byggnad.
Det nya huset uppfördes i tre våningar över en souterrängvåning. Bottenvåningen och souterrängvåningen är rusticerade, medan de övre våningarna är slätputsade. Byggnaden karaktäriseras av mittrisaliten, som pryds av sex joniska sandstenskolonner. Grundläggningsarbetet inleddes år 1805 och år 1807 kunde Chalmers flytta in tillsammans med sitt tjänstefolk, som bestod av en lakej, en kusk, en kock och två pigor.
Efter William Chalmers död år 1811, köpte kommerserådet Bernt Harder Santesson fastigheten på auktion i februari 1812. Santesson kom att bo där ett tiotal år, och han hade flera hyresgäster, vilket gjorde att några större våningar delades upp.
I mars 1839 köptes fastigheten av grosshandlaren David Carnegie den yngre, varför huset under en längre tid kom att benämnas Carnegiska huset. Gårdshuset mot Drottninggatan byggdes om år 1857 och flera verksamheter hyrde lokaler där. Under åren 1862–1900 ägdes fastigheterna av Oscar Ekman, varefter de återgick till D. Carnegie & Co.
Den 1 april 1864 startade Skandinaviska Kreditaktiebolaget sin verksamhet i Chalmerska huset. År 1882 flyttade banken till fastigheten Drottninggatan 10 – Västra Hamngatan 6 i samma kvarter och år 1908 köptes Chalmerska husets baktomt åt Drottninggatan av banken, som lät uppföra en ny byggnad där.

### Västra Hamngatan 4–6 – Drottninggatan 10–12

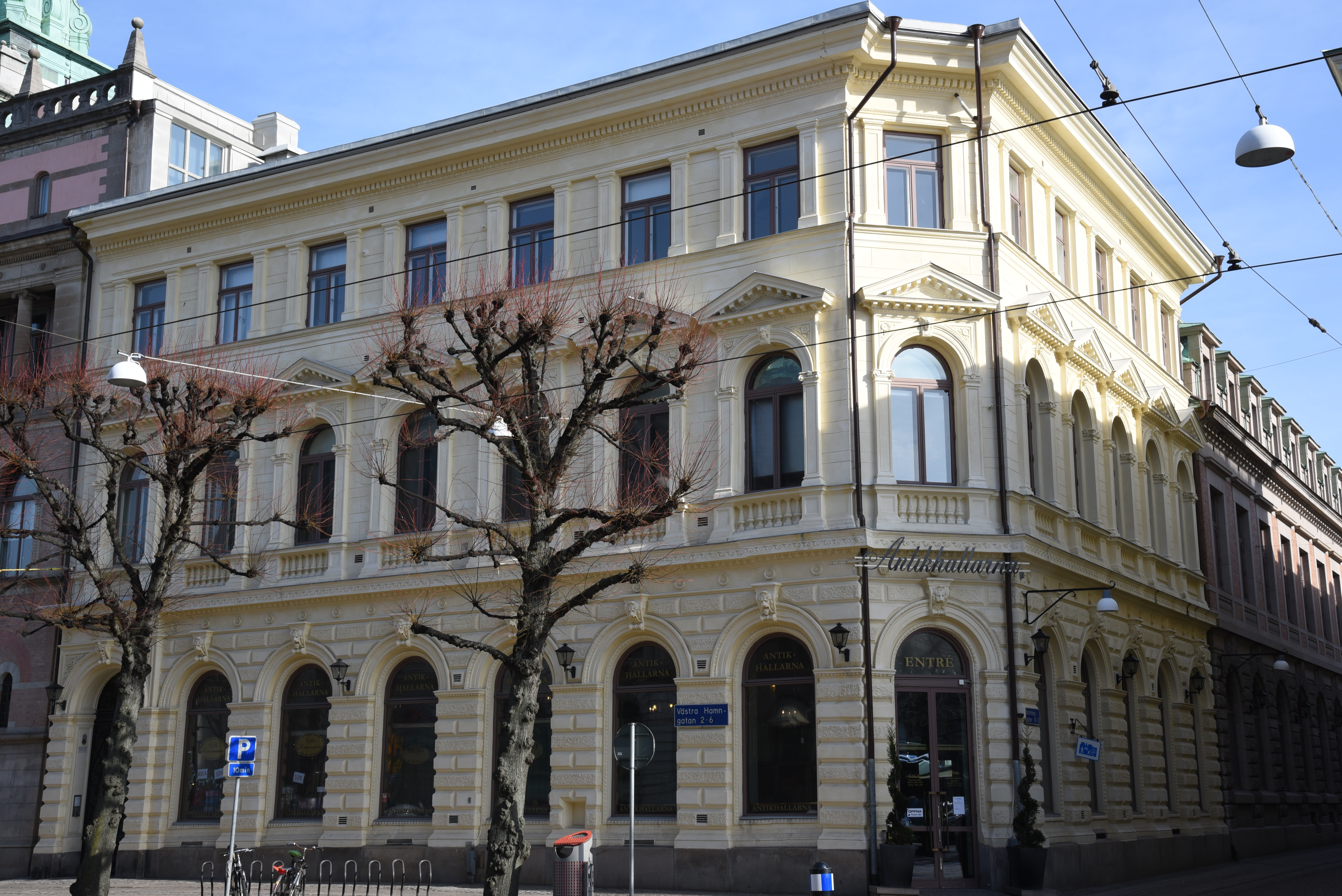
Västra Hamngatan 6 - Drottninggatan 10 år 2015.

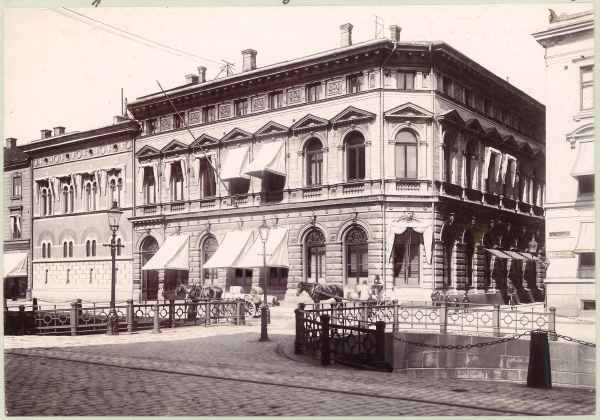
Västra Hamngatan 6 - Drottninggatan 10. Skandinaviska Kreditaktiebolagets hus år 1901. I förgrunden Västra Drottninggatubron. Bildsamlingen vid Göteborgs stadsmuseum.

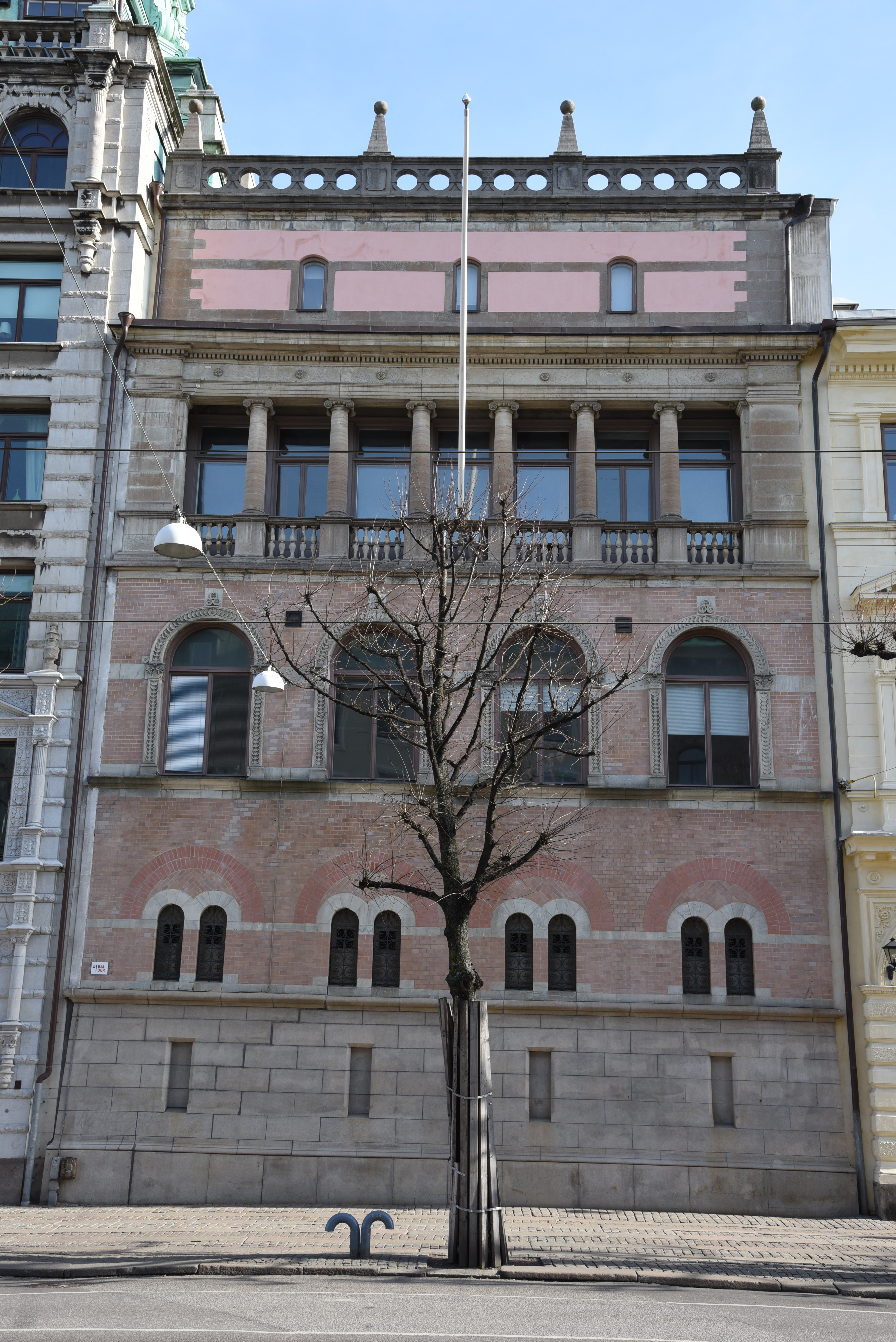
Västra Hamngatan 4. Byggnaden innehåller bankvalv och saknar entré mot gatan.

Fastigheten Västra Hamngatan 4–6 – Drottninggatan 10–12 (Inom Vallgraven 16:21, tidigare fastighetsbeteckning 5 roten nr. 40 B5 roten nr. 41) uppfördes år 1882 åt Skandinaviska Kredit AB efter ritningar av Axel och Hjalmar Kumlien och 1895 efter ritningar av Hjalmar Kumlien.
Efter det att Skandinaviska Enskilda Banken år 1974 flyttat till Östra Nordstaden kom Antikhallarna att inrymmas i huvudbyggnaden Västra Hamngatan 6 – Drottninggatan 10–12.
Den södra delen av 5 roten nr. 41 (Västra Hamngatan 6 – Drottninggatan 10) ägdes av tolagsskrivare och bryggare Johan Casparsson Poppelman. och efter dennes död år 1659 av hans änka Catharina Krakau och senare av dottern Emerentia. Den norra delen av tomten ägdes av Björn Jonsson (Biörn slaktare) och senare av strandridare Olof Bomstedt, vars söner år 1717 sålde tomten till Catharina Tham, som var gift med justitiekansler Thomas Fehman på Gräfsnäs. Efter branden år 1721 köptes tomterna av handelsman Jöns Muuhr, som uppförde ett trähus, vilket stod klart år 1731. Efter dennes död 1758 såldes den på auktion och kom efter försäljning år 1765 i värdshusvärd James Carnegies ägo. Den andra hälften av byggnaden ägdes av den skotske handelsmannen William Douglas.
Fastigheten kom senare att övergå till olika köpmän. Efter 1802 års brand köptes ödetomten år 1808 av handelsman Hans Joseph Andrén, som lät uppföra ett stenhus i tre våningar, vilket stod klart år 1812. Efter hans död köptes fastigheterna av hans bror Johan Aron Andrén år 1819. Vid en konkursauktion år 1832 köptes fastigheterna av grosshandlare Johan Gabriel Grönvall, som var ägare av Kallebäcks herrgård. Den siste private ägaren var stadsmäklare Aron Samuel Kjellberg, som år 1882 sålde fastigheten till Skandinaviska Kreditaktiebolaget.
Banken lät uppföra en nybyggnad i italiensk nyrenässans, med en rusticerad bottenvåning, ritad  av Axel och Hjalmar Kumlien. Efter att banken under tjugo år hyrt lokaler, flyttade de den 26 februari 1885 in i det nybyggda huset. Lokalerna utökades genom att Västra Hamngatan 4 köptes år 1891 och en ny byggnad började uppföras år 1895. Västra Hamngatan 6 – Drottninggatan 10 byggdes på med en våning år 1910 efter ritningar av Ernst Kumlien, samtidigt som en ny bankbyggnad uppfördes på Drottninggatan 12. Även Drottninggatan 12 ritades av Ernst Kumlien, och inflyttning skedde år 1912.
Fastigheten Västra Hamngatan 4 inköptes av Skandinaviska Kreditaktiebolaget år 1891 och en ny byggnad i två våningar uppfördes efter ritningar av Hjalmar Kumlien. Byggnaden inrymde bankfack och hade ingen ingång från gatan. Fasaden utfördes i florentinsk ungrenässans och en påbyggnad skedde år 1920, efter ritningar av Ernst Krüger.

### Västra Hamngatan 2 – Södra Hamngatan 9
Byggnaden vid Västra Hamngatan 2 – Södra Hamngatan 9 (Inom Vallgraven 16:22, tidigare fastighetsbeteckning 5 roten nr. 40 A) uppfördes under åren 1909–1911 åt Försäkrings AB Skandia efter ritningar av Gustaf Wickman. År 1964 togs byggnaden över av Skandinaviska Banken. Efter det att banken flyttat ut byggdes huset om till bostäder. I bottenvåningen ligger konditori Brogyllen. Fasaden är utförd i natursten.
Från år 1624 ägdes tomten, vilken var bebyggd med ett trähus, och granntomten nr 40 B, av holländske köpmannen Pieter Brandt Jansson och skepparen Pieter Brandt Pietersson och under åren 1672–1697 av den senares änka. Efter branden år 1721 lät dåvarande ägaren, buntmakaren Johan Georg Jänisch, uppföra ett stort trähus på båda tomterna. Sedan denne avlidit år 1730 kom huset att inrymma ett värdshus. Byggnaden var i två våningar och uppförd i stående timmer. År 1792 kom huset i rådman Johan Minten den yngres ägo, som dock förlorade det i branden år 1802. Han gav därefter stadsarkitekten Carl Wilhelm Carlberg i uppdrag att rita ett nytt trevånings stenhus, vilket uppfördes under åren 1808–1811. Huvudporten var belägen åt Västra Hamngatan, medan det åt Södra Hamngatan fanns en dörr för att lasta in varor i källaren. I bottenvåningen fanns bland annat en handelsbod och två kontor. Under åren 1866–1873 ägdes huset av brand- och livförsäkringsbolaget The Liverpool & London & Globe Insurance Co. Ombyggnad skedde år 1850, men framför allt år 1874, då Göteborgs Handelskompani köpt huset året innan. Fasaden ändrades i nyrenässans med nya omramningar av fönstren, källardörren ersattes med en port och bottenvåningens fönster förstorades. Bolaget gick senare i konkurs.
År 1886 kom fastigheten i försäkringsaktiebolaget Skandias ägo, som gjorde en del mindre ändringar av huset, men år 1909 lämnades ritningar på ett sjuvåningshus i jugendstil in till byggnadsnämnden. Ritningarna var utförda av Gustaf Wickman och väckte en hel del protester, bland annat till följd av den stora höjdskillnaden mot övriga byggnader längs Södra Hamngatan. Byggnaden togs i bruk den 1 april 1911 och hade då kostat en halv miljon kronor.

### Södra Hamngatan 17–21
Södra Hamngatan 17–21 (Inom Vallgraven 16:23, tidigare fastighetsbeteckning 5 roten nr. 35, 5 roten nr. 34 och 5 roten nr. 33) består av två sammanbyggda kontorshus. Södra Hamngatan 17 uppfördes år 1904 för Göteborgs Handelsbank efter ritningar av Ernst Krüger och nummer 19–21 uppfördes år 1921 för Nordiska Handelsbanken efter ritningar av Arvid Fuhre och Conny Nyquist.
Södra Hamngatan 17 hade ursprungligen bakgård åt Drottninggatan 18 (4 roten nr. 108). Från år 1713 fram till branden år 1721 låg Tyska kyrkans prästgård på östra delen av tomten mot Drottninggatan och därefter stod den öde under flera år. På den västra delen av tomten låg från slutet av 1600-talet fram till branden värdshuset Svarta Örnen. Efter branden år 1802 uppförde handelsman och konsul John Smith ett trevånings stenhus efter ritningar av Carl Wilhelm Carlberg åt Södra Hamngatan. Efter ett par försök att sälja huset på auktion kom det år 1820 att köpas av grosshandlaren William Gibson den äldre. Efter Gibsons död år 1857 kom sonen William Gibson den yngre att så småningom lösa in fastigheten, men han bodde aldrig där. Efter hans död år 1865 tog brodern James över och lät år 1868 bygga om bottenvåningen till två stora affärslokaler med stora skyltfönster. Åt Drottninggatan byggdes ett nytt trevånings stenhus efter ritningar av Adrian Peterson år 1877. År 1873 grundades Göteborgs Köpmansbank av bland andra James Gibson och kom att hyra lokal i huset. År 1889 köptes fastigheterna av arkitekten Ernst Krüger, som lät genomföra en del förändringar av byggnadernas fasader. År 1898 byggdes huset åt Södra Hamngatan på med en fjärde våning. År 1894 öppnades Ölhallen Weise i bottenvåningen. Göteborgs Köpmansbank flyttade år 1891 till en nyuppförd byggnad vid Södra Hamngatan 23, varefter Krüger sålde sin fastighet till Göteborgs Handelsbank, som lät riva huset och uppföra ett nytt i fyra våningar efter ritningar av Krüger. Huset åt Drottninggatan byggdes om år 1908.
Skandinaviska Banken tog över verksamheten och byggnaden år 1949. Efter det att banken lämnat kvarteret skedde en ombyggnad till kontor under åren 1976–1977.

### Korsgatan 3

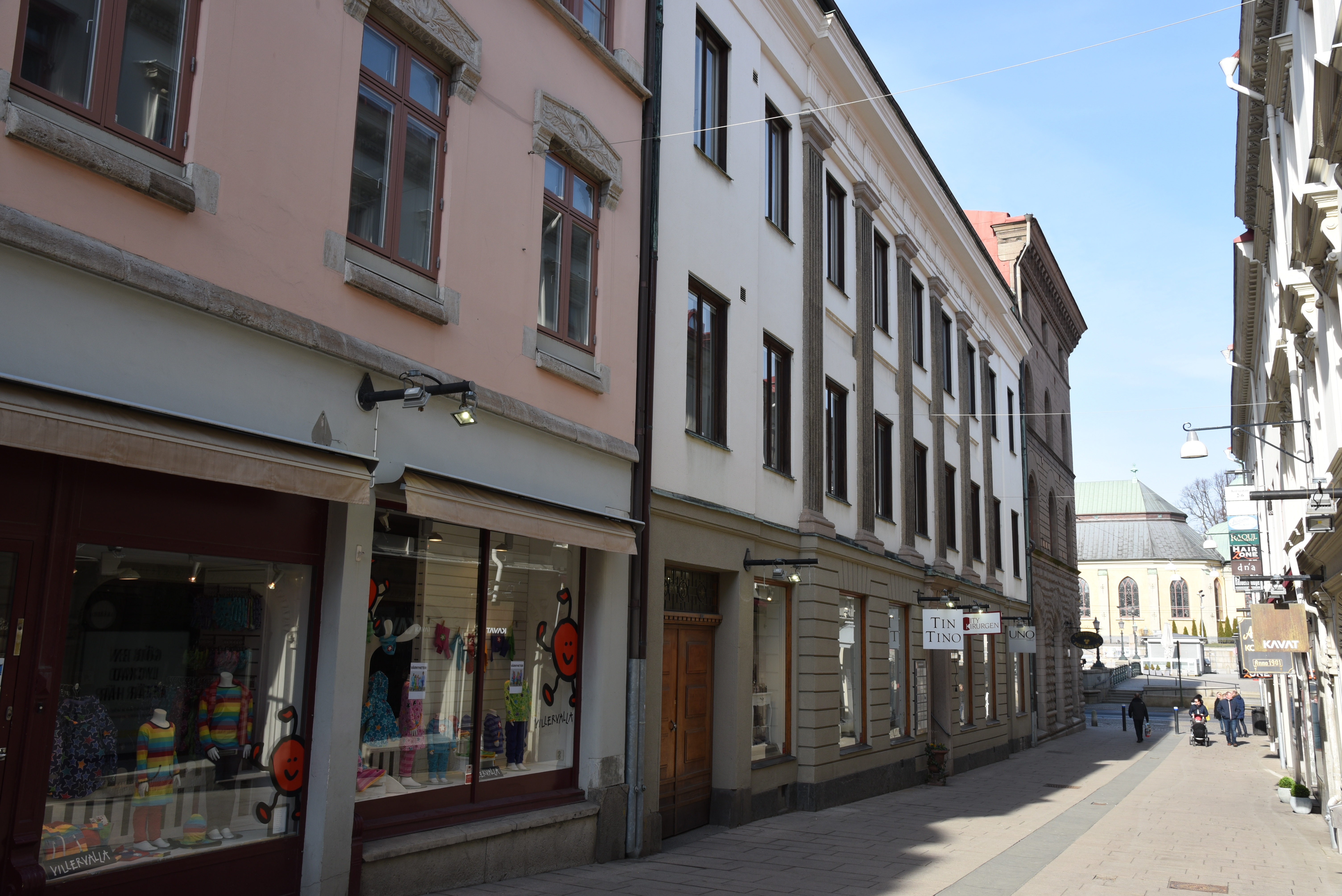
Korsgatan 3.

Korsgatan 3 (Inom Vallgraven 16:24, tidigare fastighetsbeteckning 5 roten nr. 31) uppfördes år 1804 för apoteket Cronan. Det ritades troligen av fortifikationskaptenen J F Weinberg. Byggnaden är numera ett kontors- och affärshus.
Apotekaren Johannes van Ackern fick den 4 maj 1658 kungligt privilegium att anlägga ett nytt apotek i Göteborg, vilket fick namnet Apoteket Strutsen, men oftast benämndes Stora Apoteket, medan det gamla Apoteket Enhörningen kom att benämnas Lilla Apoteket. Tomten bestod på en karta från år 1719 av gat- och gårdstomt och husen var av trä. Apotekare van Eckern avled år 1672, varefter hans änka Anna Offerman tog över apoteket. Hon gifte om sig två år senare, men den nye maken avled redan samma år. Hon gifte då om sig med apotekare Petter Neresius, som döpte om apoteket till Apoteket Stjärnan. År 1721 såldes det till apotekare Frantz Martin Luth, men det brann ner i den stora branden samma år. Luth lät bygga upp apoteket på samma tomt och det fick då namnet Kronan.
Luth dog år 1763, varvid privilegierna och fastigheten övergick till apotekare Johan Fredrik von Aken. Det var ett förnämt hus, då kammarherre Axel Oxenstierna bodde där vid Gustav III:s besök i Göteborg år 1772. Byggnaden brann ner vid eldsvådan den 20 december 1802, varefter apoteket efter fyra dagar flyttade till Västra hamnen.
Ritningar för en ny byggnad fastställdes den 7 januari 1804. Det är oklart vem som var arkitekt, men mycket talar för att det var Justus Fredrik Weinberg. Det fanns flera överensstämmelser med ritningen till den samtida Frimurarelogen. År 1864 skedde en påbyggnad i form av en höjning av vindsvåningen.
Efter von Akens död togs apoteket över av Hans Jacob Cavallin år 1809 och år 1811 köpte han byggnaderna på tomten. År 1832 lät Cavallin uppföra en enklare gårdsflygel.
Cavallin sålde apoteket till apotekare Nils Olof Strandberg år 1838 och fastigheten året efter. Åren 1846 och 1847 övertogs apoteket och fastigheten av apotekare Gustaf Otto Thulin, som kom att inneha apoteket fram till år 1856, då apotekare Johan Gustaf Cavalli tog över.
Cavalli lät modernisera apoteket och inrättade en ny expeditionslokal i grannfastigheten Korsgatan 1. Under åren 1863–1870 gjordes fem ändrings- och tillbyggnadsritningar. År 1874 togs apoteket och fastigheten över av apotekare John Samuel Sigfrid Liljedahl och år 1893 av apotekare John Oscar Leonard Kocken. Efter dennes död togs apoteket över år 1902 av Carl Fredrik Wilhelm Mossberg. Apotekare Herman Strandell övertog apoteksrörelsen år 1916, och fastigheten övertogs år 1918 av Bankaktiebolaget Södra Sverige. Då banken planerade en större ombyggnad sades Strandell upp och flyttade apoteket till Östra Hamngatan 45 år 1921. Ombyggnaden kom dock att genomföras först år 1932.
Ombyggnaden skedde efter ritningar av A Persson, varvid bland annat gården byggdes över. Fastigheten togs över av Skandinaviska Banken år 1962 och byggdes ihop med Korsgatan 5.

### Drottninggatan 22 – Korsgatan 5

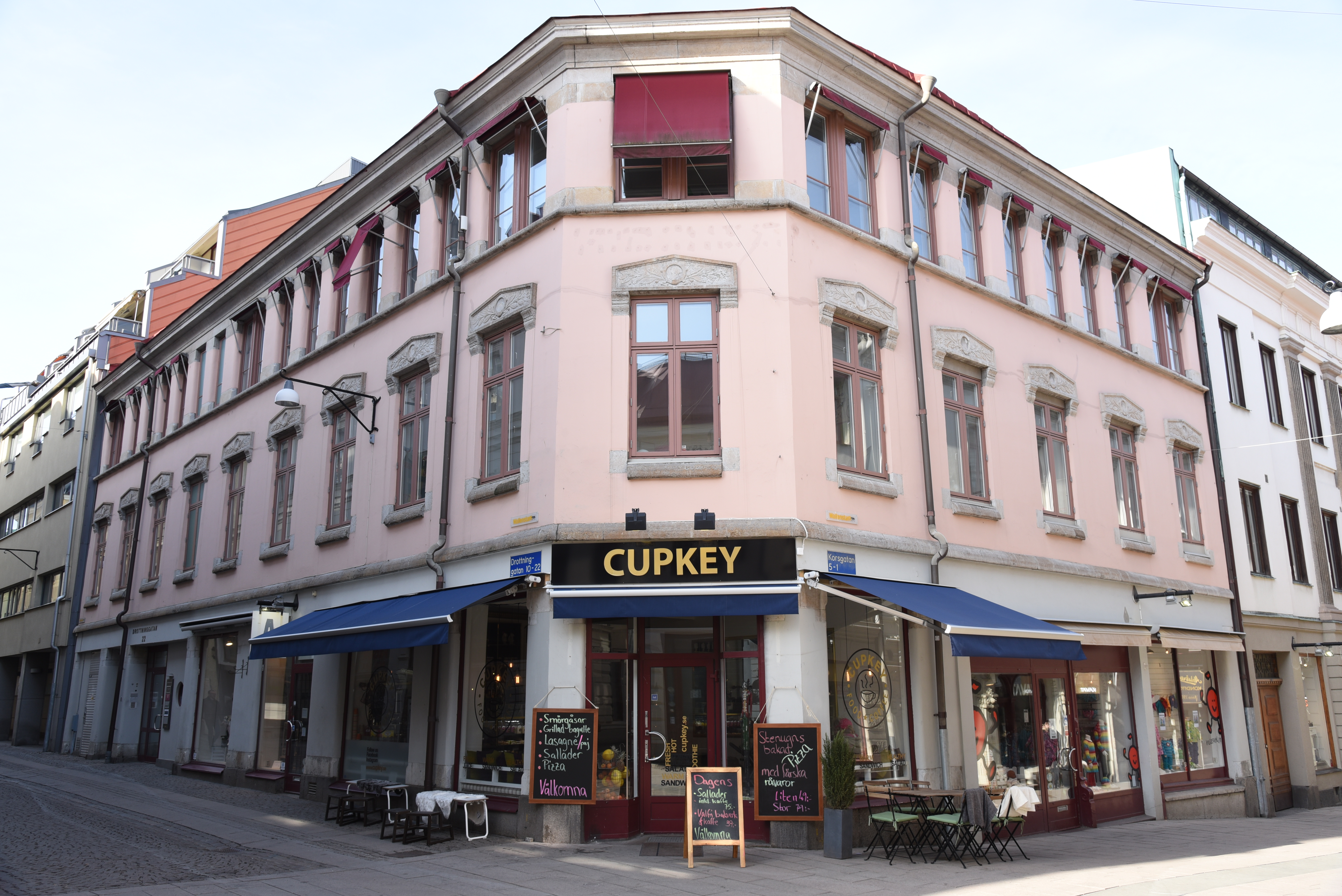
Drottninggatan 22 - Korsgatan 5.

Fastigheten i hörnet Drottninggatan 22 – Korsgatan 5 (Inom Vallgraven 16:25, tidigare fastighetsbeteckning 5 roten nr. 30) uppfördes år 1806 för handelsman S Borgman. Byggnaden är ett kontorshus med butiker.
Den förste ägaren av tomten var från omkring år 1697 handelsman Casper Rolofsson. Efter hans död år 1699 togs den över av hans änka Elisabet Ungewitter, som kom att gifta om sig två gånger och dog år 1752. Huset brann ner i branden 1721 och ersattes med ett nytt trähus. Efter att ha ägts av ytterligare ett par handelsmän, brann även detta hus ner år 1802. Tomten köptes i februari 1806 av handelsman Sven Borgman, som senare samma år började uppföra ett tvåvånings stenhus med avskuret hörn, för att Korsgatan skulle bli mer framkomlig. Sedan Borgman gått i konkurs år 1818 såldes huset på auktion. År 1862 uppfördes ett gårdshus i sten.
År 1882 kom fastigheten i grosshandlare Carl Johan Sirenius ägo, vilken senare skulle köpa Wilhelmsberg. Efter ägarbyte i början av 1900-talet skedde en ombyggnad, varvid bland annat större butiksfönster togs upp och en våning byggdes på. Göteborgs Idrottsmagasin och Sundbergs Herrekipering fanns i huset på 1950-talet. Skandinaviska Banken tog över huset 1956, lät bygga om det på 1960-talet och byggde även ihop det med Korsgatan 3.

### Södra Hamngatan 13–15 – Drottninggatan 14–20

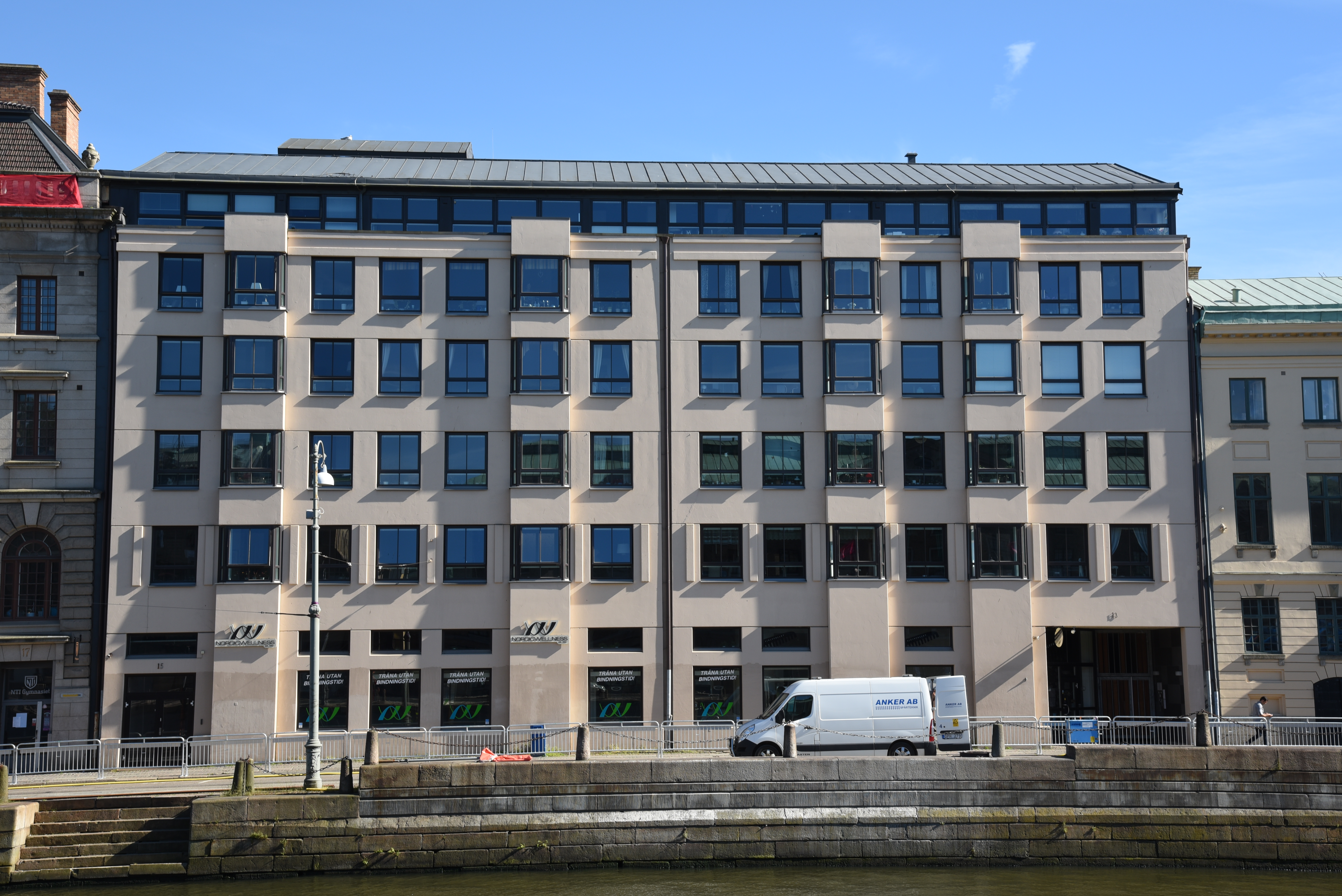
Södra Hamngatan 15-13.

Södra Hamngatan 11-15. Längst till höger i bild (delvis beskuret) ligger Chalmerska huset. Foto från 1902.
Bildsamlingen vid Göteborgs stadsmuseum.

Fastigheten Södra Hamngatan 13–15 – Drottninggatan 14–20 (Inom Vallgraven 16:26, tidigare fastighetsbeteckningar 5 roten nr. 37, 5 roten nr. 36, 4 roten nr. 105, 4 roten nr. 106, 107, 4 roten nr. 108 och 4 roten nr. 109) uppfördes år 1980 för Siab efter ritningar av Rune Falk. Byggnaden ersatte sex äldre hus från 1800-talet och innehåller bostadsrätter och kontorslokaler.
Den förste ägaren av Drottninggatan 14 (4 roten nr. 105) var bagarmästare Petter Jordan. Den kom senare att tas över av sonen, bagarmästare Johan Jordan år 1712, men han förlorade gården i 1721 års brand. Huset återuppbyggdes år 1731 av dennes son, stadskvartermästaren Magnus Jordan. Det brann ner år 1802 och tomten såldes år 1805 till stadsarkitekten Carl Wilhelm Carlberg, som omedelbart sålde det vidare till murmästare Johan Ludvig Dymling, som lät uppföra ett tvåvånings stenhus. År 1883 köptes huset av sadelmakare August Killgren, som förändrade fasaden och inrättade en handelsbod i bottenvåningen. Efter Killgrens död år 1897 byggdes huset på med en vindsvåning och handelsboden försågs med stora skyltfönster. Fastigheten övergick år 1915 till AB Nabo och år 1950 till Skandinaviska Banken.
Drottninggatan 16 (4 roten nr. 106, 107) var från början uppdelad i två tomter. Liksom övriga tomter i kvarteret förstördes den östliga (4 roten nr. 107) vid branden 1721. Tomten förblev länge obebyggd och såldes år 1745 till William Chalmers den äldre, som även ägde framtomten Södra Hamngatan 15. Den västliga tomten (4 roten nr. 106) var baktomt till Södra Hamngatan 13.
År 1670 ägdes Södra Hamngatan 15 (5 roten nr. 36) av rådmannen Olaus Östring. William Chalmers den äldre köpte 1745 fastigheten, vilken byggts upp efter branden 1721. Chalmers dog 1759, varefter hustrun Inga Chalmers fortsatte verksamheten och behöll fastigheten. Efter hennes död år 1768 övertogs det av sönerna, däribland William Chalmers den yngre, men de sålde det år 1782, då de skulle vistas utomlands en tid. Efter branden 1802 fick stadsarkitekt Carl Wilhelm Carlberg i uppdrag av ägaren Laurent Tarras att göra ritningar för ett stenhus, vilket uppfördes under åren 1803–1807. På 1890-talet förändrades fasaden mot Södra Hamngatan och två affärslokaler inrättades i bottenvåningen och fönstren försågs med rikare omramningar. År 1917 köptes det av AB Nabo och överfördes senare till Skandinaviska Banken och vissa ändringar genomfördes åren 1920 och 1939.
Södra Hamngatan 13 (5 roten nr. 37) slogs efter branden 1721 ihop med 5 roten nr. 38, varigenom en större tomt bildades.

## Galleri

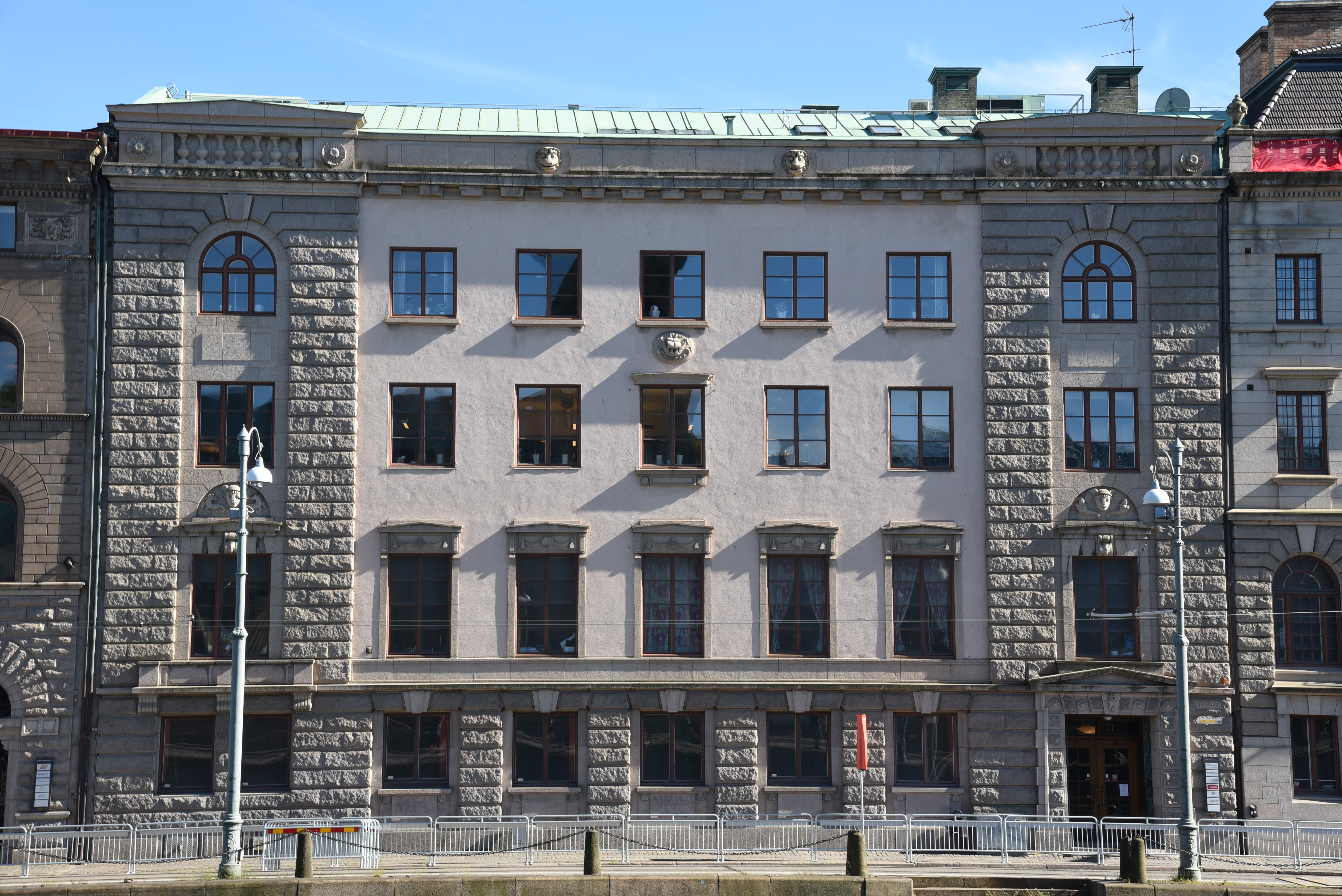
Södra Hamngatan 21-19.
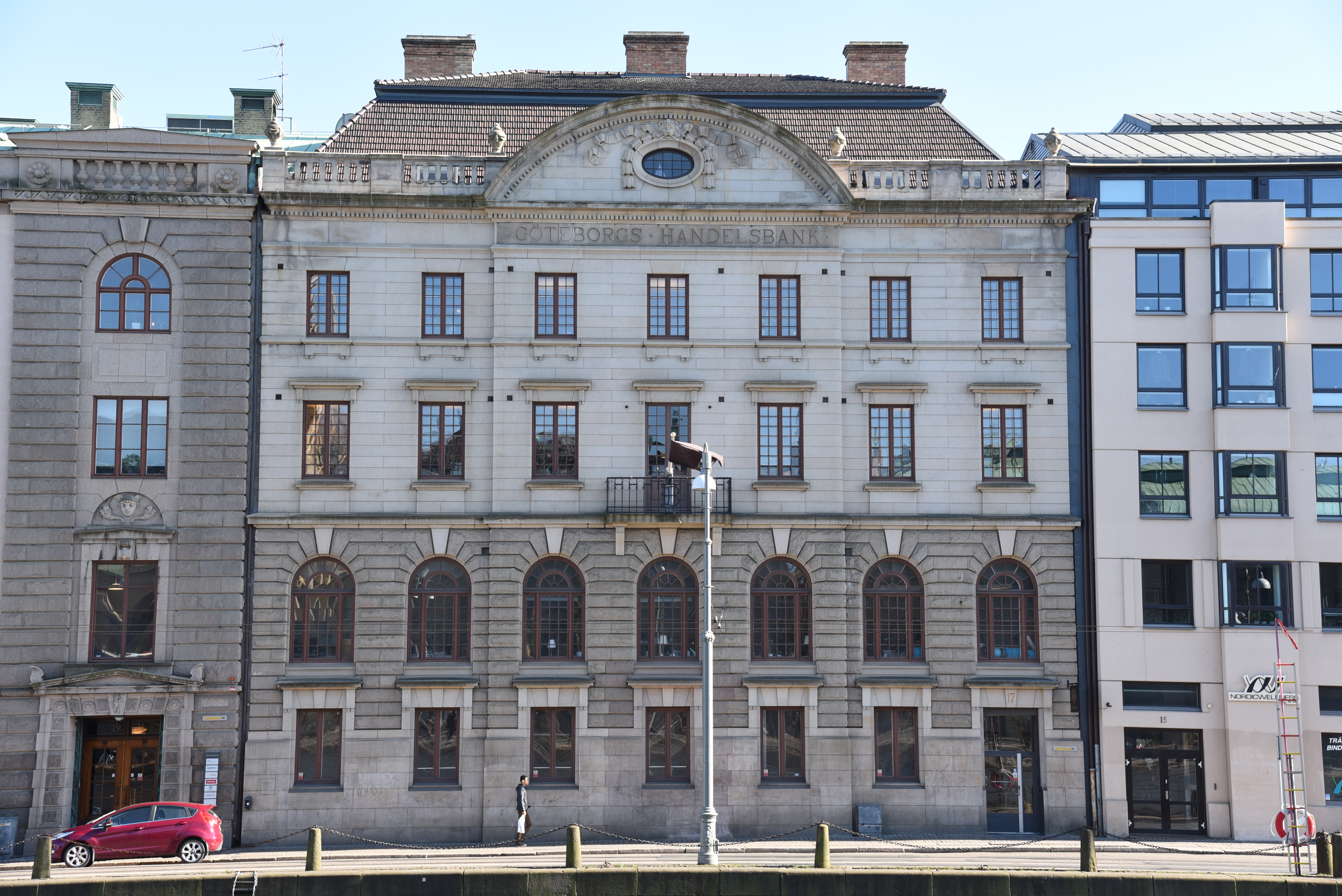
Södra Hamngatan 17.
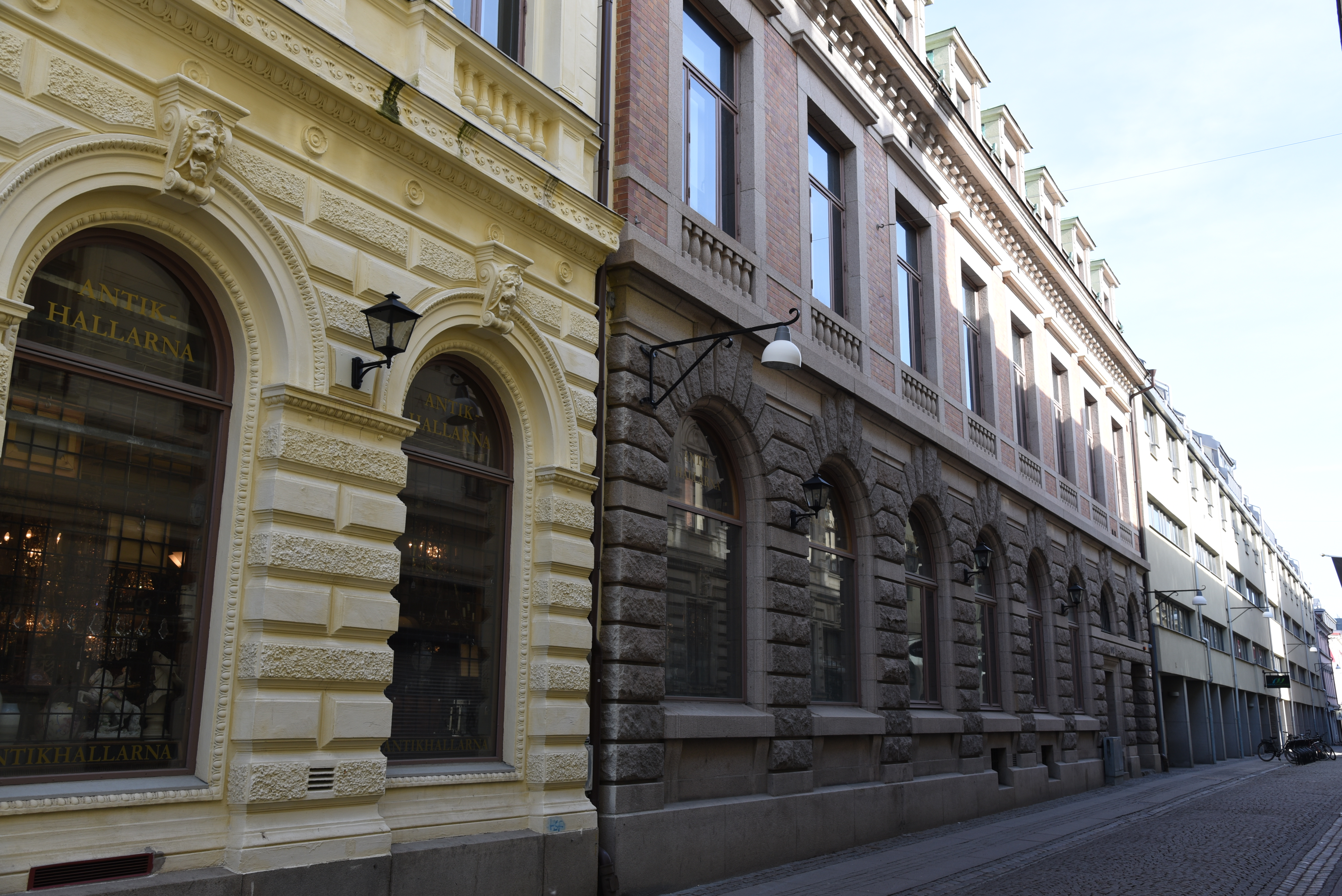
Drottninggatan 12.
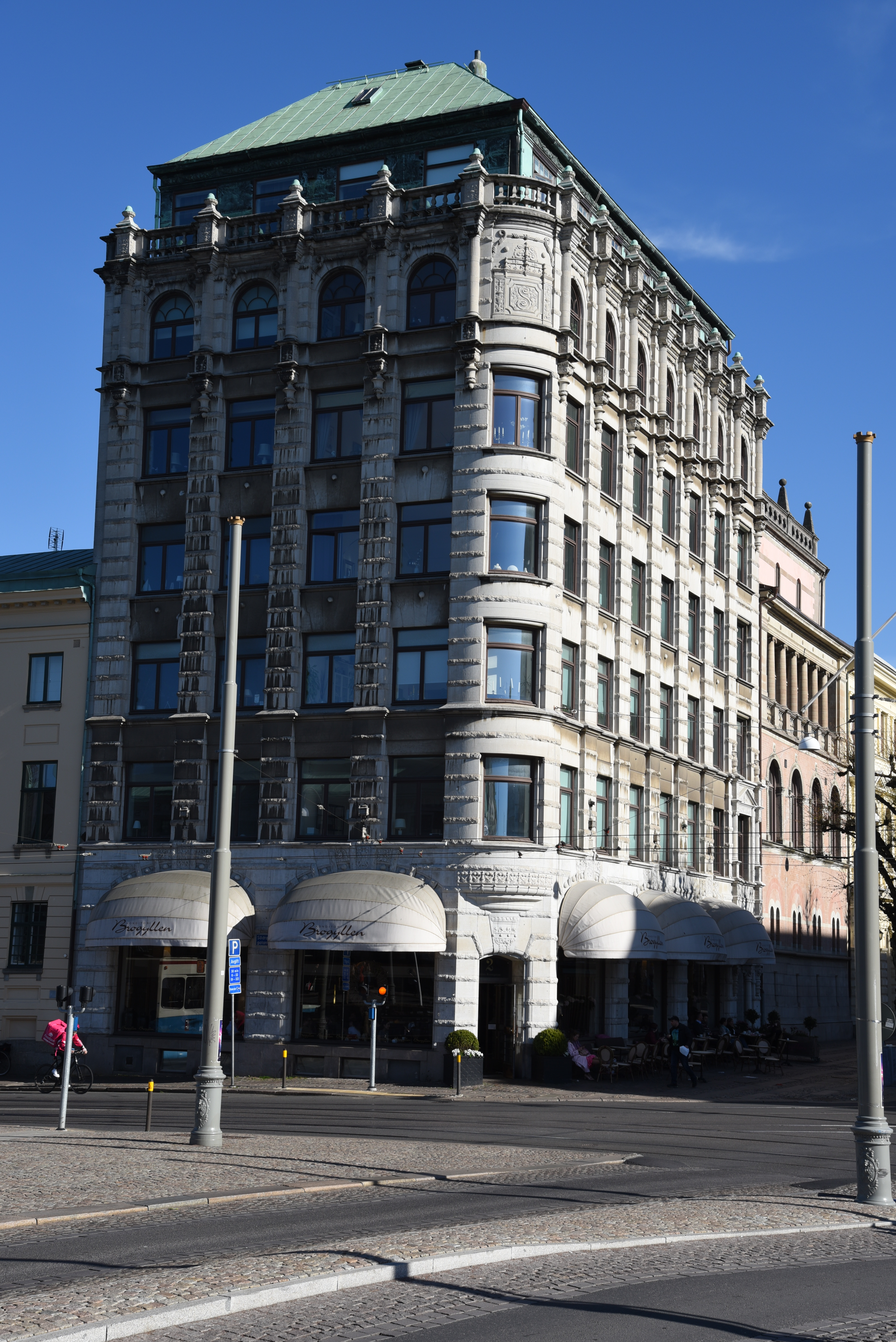
Västra Hamngatan 2 - Södra Hamngatan 9.